# 气功热
气功热又稱八十年代气功热，是1980年代至1990年代末中國境內的一種社会現象。當時相当一部分民众對气功产生了癡迷，多达数千万人修炼气功，全国出現几十家气功报刊、大量关于气功的学术著作以及气功医疗院、气功表演会。北京一所大学两位研究者還做了气功影响分子结构的实验。當時部分医疗机构对病人的诊疗也引入了氣功。

## 背景
1955年，河北威县人刘贵珍开始在试验内养功的基础上主持气功疗法的临床和教学工作。1957年，刘贵珍所著《气功疗法实践》和他主持下编写的《内养功》出版，并被翻譯成日、英、印尼等語種，他的氣功概念也傳播到世界各地，还在中國大陸引起了第一次全國性氣功高潮。陳毅、林伯渠、謝覺哉等領導人也進行了練功或題詞。但在文革期間，民间的气功和中医受到了冲击及严格限制。1976年文革结束之后，气功得以逐漸复兴。

## 开端及发展
1979年3月，《四川日报》上出现了一则“奇人奇事”：“大足县最近发现一个能用耳朵辨认字、鉴别颜色的儿童。经反复考查，确有其事。”此后类似的“特异功能”事例逐渐增多，部分中国政府官员、科学家、军队人士将其归因于传统气功理论，并对气功界的活动给予了肯定。如1980年6月钱学森就曾明确表示支持人体特异功能的研究，1983年，钱学森还首创“人体科学”的概念，并筹建中国人体科学研究会。新华社等各大媒体也开始宣传氣功，国家科委、国防科工委、国家安全部等部門均開始研究气功。但时任中共中央总书记的胡耀邦对这一现象表示了反对和担忧。此后，中共中央宣传部于1982年4月20日对此下达了“不宣传、不介绍、不批评”的政策。然而，这一“三不政策”却并未得到很好执行。
1985年，中国气功科学研究会及上海市气功研究所相继成立。1986年，中国人体科学研究会成立，张震寰出任理事长，钱学森任名誉理事长。1987年，中国体育气功研究会成立。1988年，世界医学气功学会及国际气功联合会成立。中国卫生部部长崔月犁任世界医学气功学会会长。
1987年，随着胡耀邦的离任，“三不政策”遭到了彻底搁置，甚至所有对气功的质疑均遭到了阻碍，进一步加剧了“气功热”的推波助澜。
在20世纪80年代至1999年期間，各种气功组织兴起。据中国国家体育总局健身气功管理中心2000年的不完全统计，气功功法已有至少846种。李洪志的法轮功、张宏堡的中功、王林、吴泽衡的华藏宗门、温金路的日月气功、严新等气功及“气功大师”紛紛湧現。整个氣功熱期間，中國大约有6000万到2亿人練習气功。

## 转折及终结
随着“气功热”的发展及各种气功组织兴起，个人崇拜、神化宣传（如特异功能）等问题不断滋生，部分气功被认为混杂了很多伪科学的内容。加上一些“气功大师”的诈骗行为暴露以及部分气功支持者的遭遇（如张震寰逝世），以科学界、新闻界为代表的社会公众逐渐质疑“气功热”背离传统气功本义，对部分气功组织及“气功热”的批判及反思开始不断出现。1994年12月5日，中共中央、国务院发布了《关于加强科学技术普及工作的若干意见》，明确提出加强科学知识普及，反对伪科学。此后，中国政府开始对气功活动及气功组织进行规范、限制。
1999年，中国政府宣布取缔法輪功，氣功熱由此彻底走向终结。2000年，中国对气功社团进行了集中清理整顿，作为国家级气功社团的中国气功科学研究会、中国体育气功研究会和国际气功联合会被撤销注册资格。中国政府还宣布一批气功及其社团为“有害气功组织”，禁止其活动。此后，保留或新成立的气功社团、组织及除神秘主义爱好者以外的一般公众对气功的参与及研究均限定在医疗、体育健身等领域。